# Ebenweiler

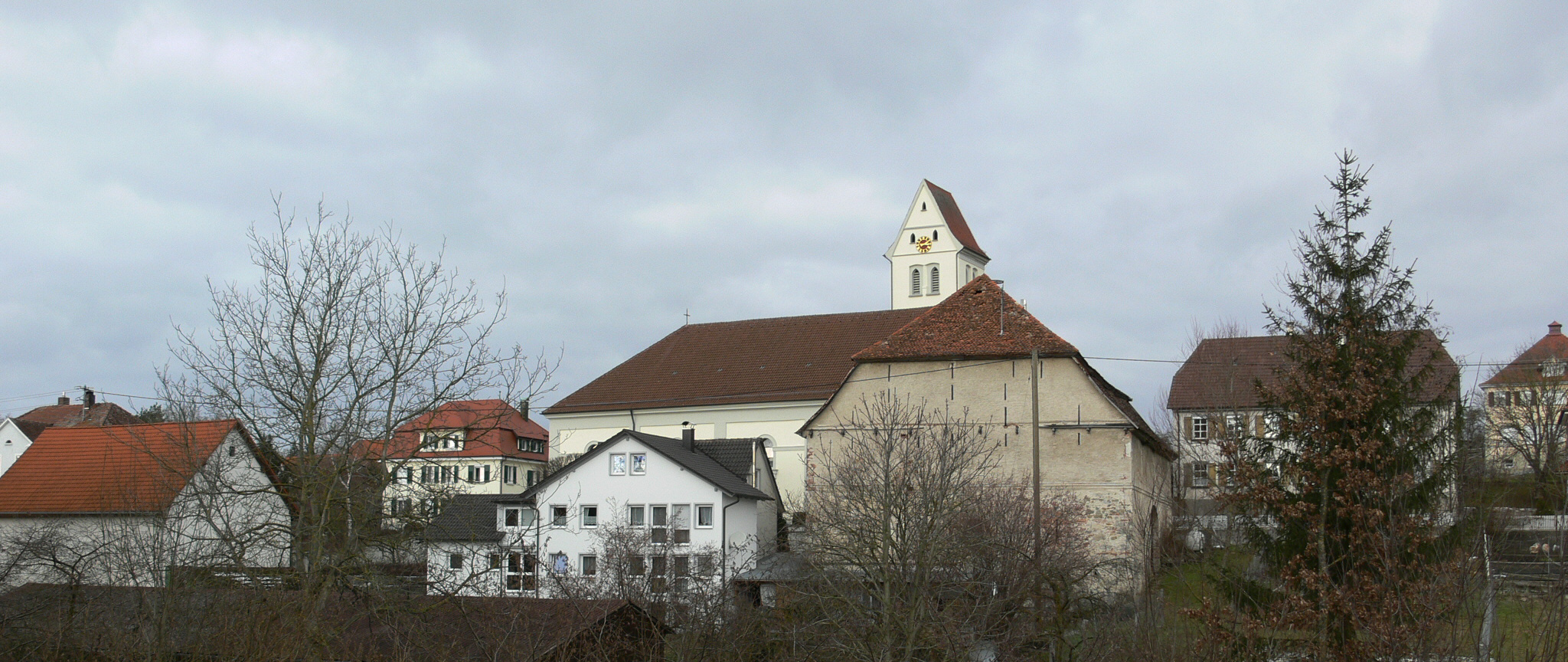
Ebenweiler

Ebenweiler ist eine Gemeinde in Baden-Württemberg, im nördlichen Landkreis Ravensburg gelegen, zwischen Schwäbischer Alb, Donau und Bodensee.
Die Gemeinde ist seit 1972 Mitglied im Gemeindeverwaltungsverband Altshausen mit Sitz in Altshausen.

## Geographie

### Geographische Lage
Ebenweiler liegt etwa 19 km nördlich von Ravensburg, 13 km südlich von Bad Saulgau und 5 km südwestlich von Altshausen.
Am westlichen Ortsrand befindet sich der Ebenweiler See, auch Ebenweiler Weiher genannt.

### Gliederung
Zur Gemeinde gehören außerdem die außerhalb des Ortes gelegenen Teile Groppach, Mauren, Oberholz und Oberweiler. Sie erstreckt sich insgesamt über eine Markungsfläche von 1013 ha. Der Großteil davon wird landwirtschaftlich genutzt.

### Schutzgebiete
In Ebenweiler liegt ein Teil des Naturschutzgebiets Ebenweiler See, ein Teil des Landschaftsschutzgebiets Altshausen-Laubbach-Fleischwangen und mehrere Teilgebiete des FFH-Gebiets Feuchtgebiete um Altshausen.

## Geschichte

### Frühe Geschichte
Erste Siedlungsspuren in der Nähe von Ebenweiler sind bei Ruprechtsbruck aus der jüngeren Steinzeit (ca. 2500 v. Chr.) gefunden worden. Zwei Ringwälle in der näheren Umgebung (in Oberaichen und Oberholz) lassen auf eine keltische Bevölkerung im 5. und 6. Jahrhundert v. Chr. schließen. Beim Ebenweiler Teilort Mauren ist schließlich ein römischer Wohnplatz bezeugt.
Die älteste Urkunde, in der Ebenweiler erwähnt wird, stammt aus dem Jahre 1105. Ihr zufolge überließen Bischof Gebhard von Konstanz und ein gewisser Heinrich von Ebenweiler dem Kloster Allerheiligen in Schaffhausen neun Mansen Güter in Mauenheim im Hegau. Aus dem Jahr 1145 existiert ein Dokument, worin König Konrad III. in Worms die Freiheiten und Besitzungen des Klosters Allerheiligen zu Schaffhausen bestätigt. Darin findet sich der Satz „item predium Henrici de Evenwilare“ (lat., „auch ein Besitztum des Heinrich von Ebenweiler“). Im Jahr 1510 wütete die Pest in Ebenweiler und forderte zahlreiche Opfer.

### 19. und 20. Jahrhundert
Ebenweiler gehörte zur Grafschaft Königsegg-Aulendorf, mit der es 1806 an das neue Königreich Württemberg fiel, das es dem Oberamt Saulgau zuordnete. Seit 1945 war Ebenweiler Teil der Französischen Besatzungszone und kam somit zum Nachkriegsland Württemberg-Hohenzollern, welches 1952 im Land Baden-Württemberg aufging. Über den 1938, während der NS-Zeit in Württemberg, gegründeten Landkreis Saulgau kam Ebenweiler 1973 zum Landkreis Ravensburg.

### Einwohnerentwicklung
| Jahr | Einwohner |
| ---- | --------- |
| 1829 | 348       |
| 1960 | 576       |
| 1970 | 618       |
| 1980 | 708       |
| 1986 | 822       |
| 1991 | 843       |
| 1995 | 949       |
| 2005 | 1128      |
| 2010 | 1176      |
| 2015 | 1197      |
| 2020 | 1192      |
| 2022 | 1329      |

## Religionen
Aufgrund der Zugehörigkeit zur Grafschaft Königsegg-Aulendorf ist an Ebenweiler die Reformation vorbeigegangen. Auch heute gibt es lediglich eine römisch-katholische Kirche im Ort. Die wenigen evangelischen Gläubigen werden von Altshausen aus geistlich versorgt.

## Politik

### Gemeinderat
Bei der Kommunalwahl vom 9. Juni 2024 wurde der Gemeinderat durch Mehrheitswahl aus einer Einheitsliste gewählt. Mehrheitswahl findet statt, wenn kein oder nur ein Wahlvorschlag eingereicht werden. Der Gemeinderat hat acht Mitglieder. Die Wahlbeteiligung lag bei 70,0 %.

### Bürgermeister seit 1824
| Jahre      | Bürgermeister          |
| ---------- | ---------------------- |
| 1824–1837: | Bürgermeister Fetscher |
| 1837–1862: | Paul Birkhofer         |
| 1862–1894: | Bürgermeister Baumann  |
| 1894–1906: | Benedikt Rimmele       |
| 1906–1931: | Paul Heller            |
| 1931–1946: | Richard Linz           |
| 1946–1957: | Paul Ziegler           |
| 1957–1990: | Josef Eisele           |
| 1990–2006: | Hermann Heigle         |
| 2006–2016: | Stefan Obermeier       |
| seit 2016: | Tobias Brändle         |

### Wappen
| Wappen der Gemeinde Ebenweiler | Blasonierung: „In Rot ein silberner (weißer) Kübelhelm mit einem silbernen (weißen) Adlerflügel als Helmzier.“ |
| Wappen der Gemeinde Ebenweiler | Wappenbegründung: Während die Gemeinde im Jahre 1930 noch ein reines Schriftsiegel führte, erscheint – spätestens nach dem Zweiten Weltkrieg – der Helm mit dem Adlerflügel in ihren Siegeln. Der Zeitpunkt der ersten kommunalen Verwendung dieses Zeichens, das zunächst noch ohne schildförmige Umrahmung in den Gemeindestempeln zu sehen war, konnte nicht ermittelt werden. Ursprünglich füllte es den Dreieckschild eines Siegels des Grafen Egeno von Aichelberg aus dem Jahre 1237. Im Gemeindesiegel erinnert es daran, dass der Ortsadelige Heinrich von Ebenweiler in dem genannten Jahre als Dienstmann des Grafen Egeno bezeugt ist. Das Innenministerium hat das Wappen und die Flagge am 21. Januar 1957 verliehen. |

### Gemeindepartnerschaft
Ebenweiler unterhält seit dem Jahr 1974 eine Partnerschaft mit der französischen Gemeinde Thiron-Gardais, westlich von Chartres gelegen. Damals handelte es sich um die kleinsten Gemeinden, die eine Partnerschaft eingingen.

## Kultur und Sehenswürdigkeiten

### Bauwerke

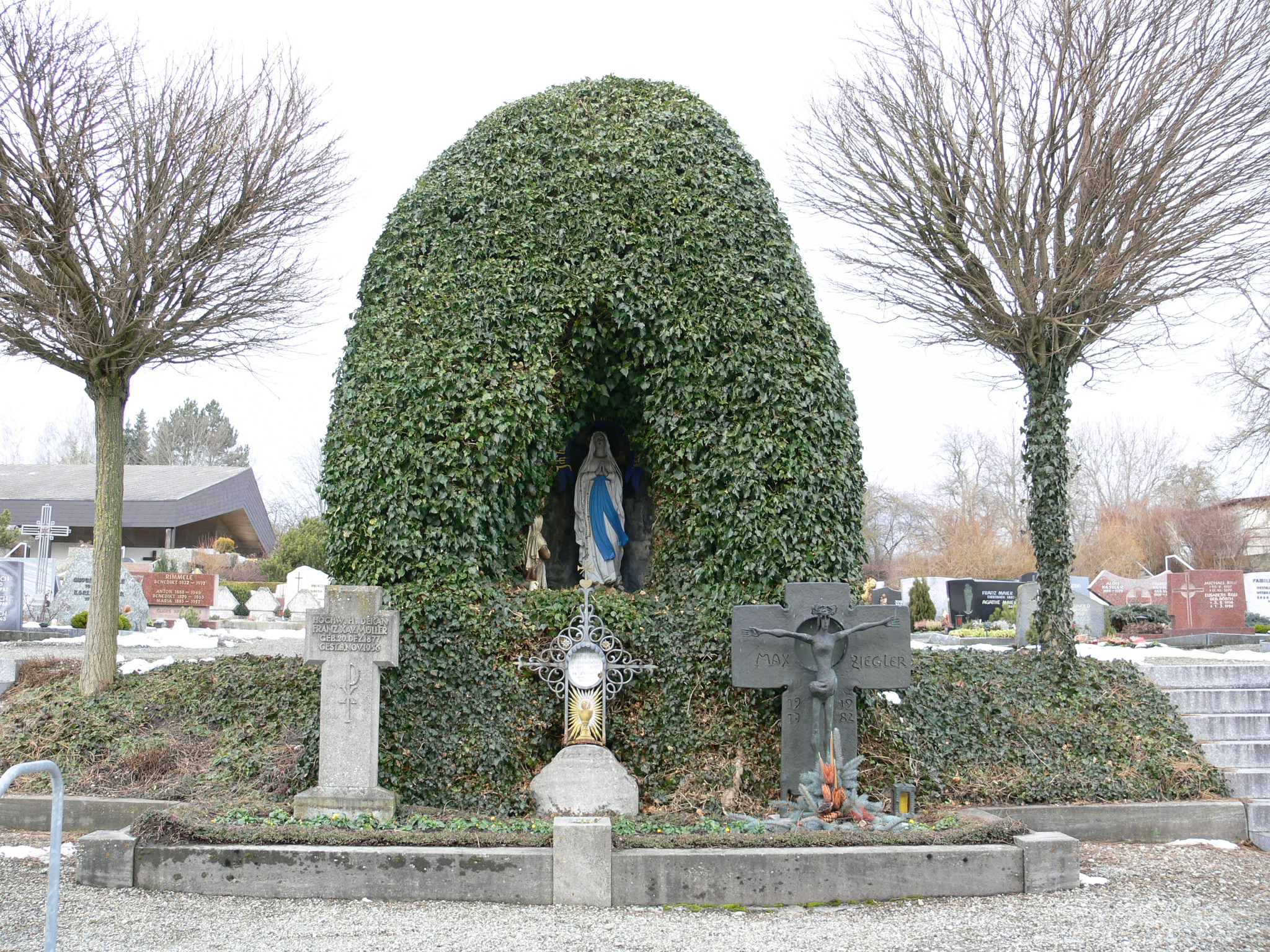
Lourdesgrotte auf dem Friedhof

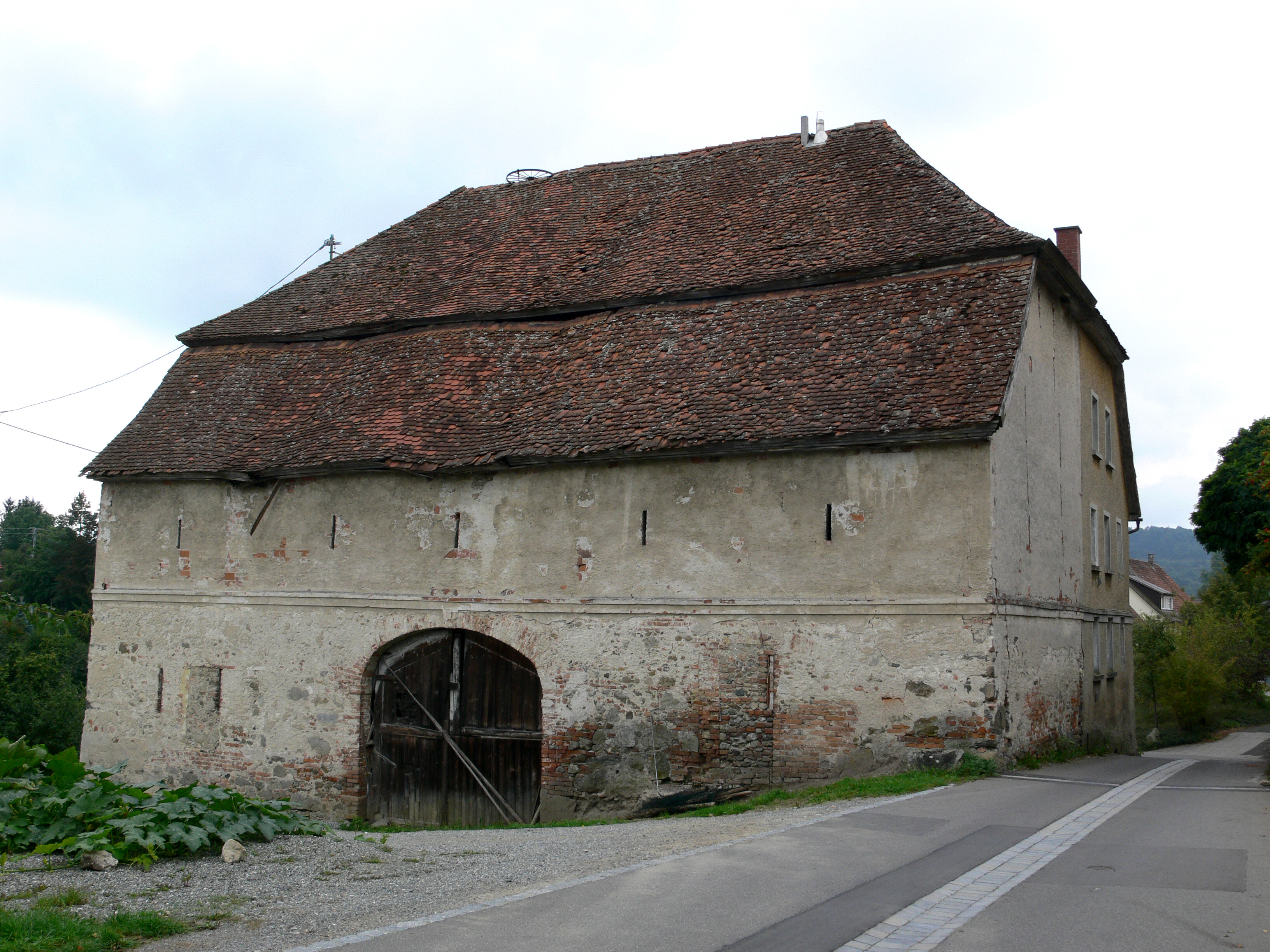
Scheuer

Die Grundsteinlegung zum Bau der jetzigen Kirche St. Urban erfolgte am 24. August 1830. Sie enthält Bemalungen durch Johann Georg Sauter aus Aulendorf aus dem Jahr 1834, einen Hochaltar von Theodor Schnell dem Älteren aus dem Jahr 1882 sowie Deckenmalereien aus den 1920er Jahren von Viktor Mezger aus Überlingen.
Das Geläut der Kirche verfügt über historisch bedeutende Glocken aus dem 13.–16. Jahrhundert, die sowohl im Ersten als auch im Zweiten Weltkrieg abgeliefert werden mussten und zur Metallgewinnung von Einschmelzung bedroht waren, was glücklicherweise ausblieb.

### Vereine
Ebenweiler verfügt für ein Dorf seiner Größe über ein äußerst reges Vereinsleben.
Im Jahre 2001 konnte der Musikverein Ebenweiler sein 200-jähriges Bestehen feiern, 1871 wurde der Veteranenverein Kyffhäuser gegründet, 1958 folgten ein Sportverein, ein Schützenverein (1961) und 1974 der Skiclub Ebenweiler. 1992 wurde die Narrenzunft Ebenweiler Galgenweible gegründet. Maske und Narrenhäs des Galgenweibles gehen auf einen Ebenweiler Hexenprozess im Jahre 1672 zurück. Im Jahre 2002 wurde der Theaterverein Ebenweiler Theäterle gegründet, nachdem bereits seit 1989 in freier Zusammensetzung Theater in Ebenweiler gespielt wurde.

### Natur

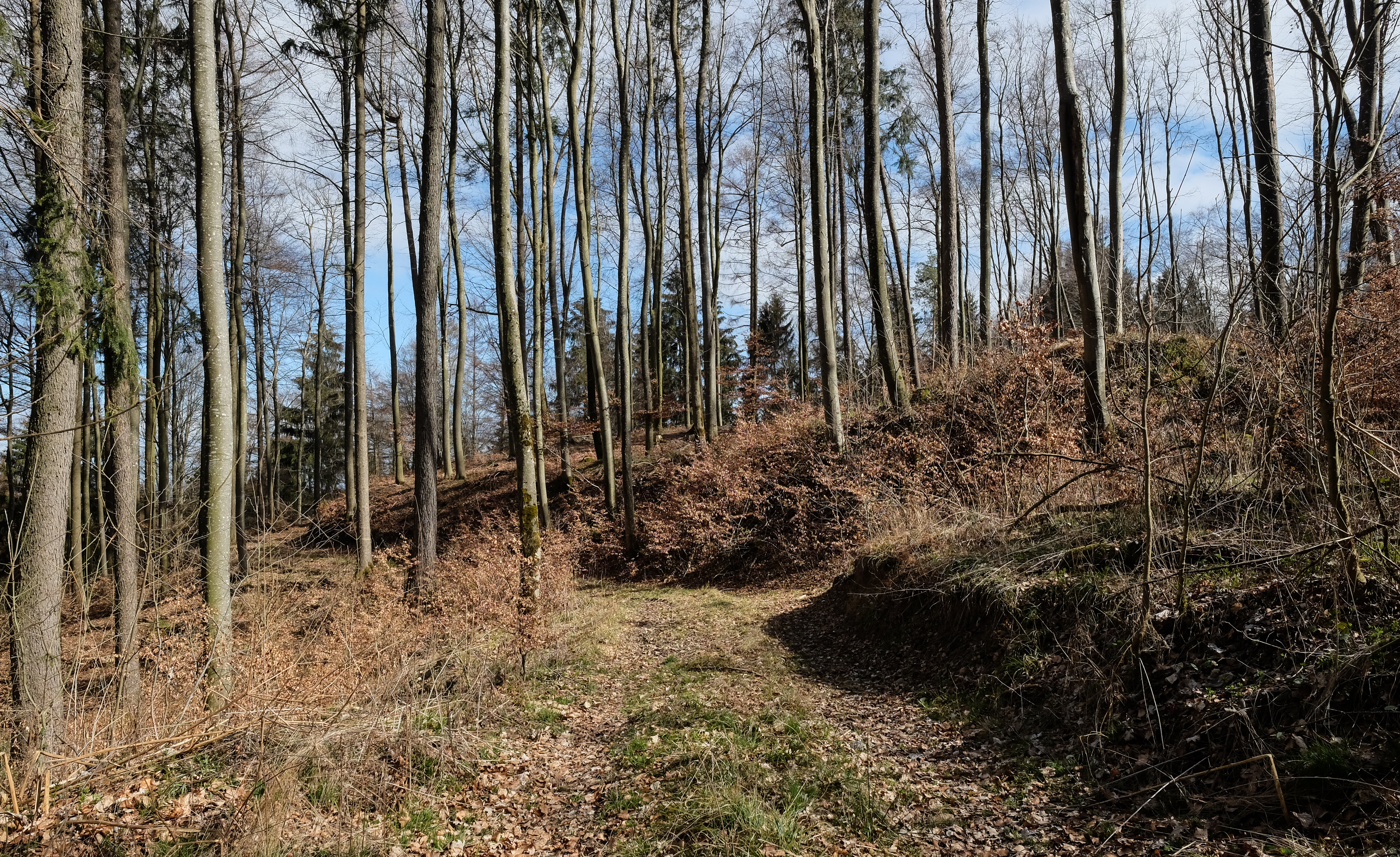
Burgstall Egg

Der Ebenweiler See entstand als Schmelzwassersee vor 15.000 Jahren. Nach seiner Verlandung wurde er 1485 aufgestaut, daher auch die Bezeichnung als Ebenweiler Weiher. In einer Urkunde aus jenem Jahr heißt es, Marquardt von Königsegg „hätt einen wier in Ebenweiler zu machen angefangen“. Der Damm lässt auf die Bauweise des Deutschordens schließen. Heute hat der See durch Verlandung nur noch eine Wasserfläche von 7 ha, das 115 ha große Naturschutzgebiet umfasst jedoch auch das weitaus größere umliegende Schilfgebiet, Streuwiesen, Bruchwälder sowie das Ebenweiler Ried – ein Verlandungsniedermoor mit einer bis zu 12,5 Meter dicken Torfschicht.
Das ausgedehnte Schilfgebiet um den Ebenweiler See hat in naturkundlicher Hinsicht überregionale Bedeutung als Brutplatz der Großen Rohrdommel und der Rohrweihe und als Heimat von extrem seltenen Pflanzenarten wie Mittlerem Sonnentau, Rundblättrigem Sonnentau, Kammfarn, Preußischem Laserkraut, Fieberklee, Sumpf-Läusekraut, Sumpf-Herzblatt, Gemeines Fettkraut, Mehlprimel, Zungen-Hahnenfuß, rostrotem und schwarzem Kopfried, kümmelblättriger Silge sowie einiger Orchideen, darunter das Fleischfarbene Knabenkraut, die Sumpf-Stendelwurz, die Mücken-Händelwurz und das Große Zweiblatt.

## Wirtschaft und Infrastruktur

### Verkehr
Durch Ebenweiler führt als Landes-Radfernweg der Oberschwaben-Allgäu-Radweg. Er ist eine Rundstrecke über Ulm und Tettnang und verläuft dabei aus Fleischwangen über Fronreute (Ortsteil Ruprechtsbruck) kommend nach Ebenweiler und weiter nach Altshausen.

### Bildung
Ebenweiler verfügt über eine eigene Grundschule. Weiterführende Schulen können in Altshausen besucht werden. Für die jüngsten Einwohner gibt es einen römisch-katholischen Kindergarten sowie einen Waldkindergarten.

## Persönlichkeiten
- Karl Müller (1893–1955), Lehrer und Botaniker, geboren in Ebenweiler
- Roland Prinzinger (* 1948), Ornithologe, wuchs in Ebenweiler auf
- Rolf Staedele († 2006), Sprachforscher und Mundartdichter, lebte bis zu seinem Tod in Ebenweiler